# Silvà
|  | Aquest article tracta sobre la deïtat grega. Vegeu-ne altres significats a «Silvà (desambiguació)». |

En la mitologia romana Silvà (en llatí Silvanus, o 'dels boscos') era l'esperit tutelar dels camps i dels boscos. Sembla que és una adaptació de l'etrusc Selvans, i que no té relació amb els silens grecs tot i que tingué unes atribucions semblants a les dels faunes, sàtirs i silens grecs. El déu celta Sucellos i el déu eslau Borevit també tenen relació amb Silvà.
Silvà era un genius loci, i del que es diu que en temps molt remots els pelasgs de la mar Tirrena havien dedicat una arbreda i un festival. Se'l descriu com un déu que presideix sobre els camps i els pagesos, i també se'l considerava protector dels límits dels camps.
Higí el Gromàtic explica que Silvà va ser el primer a posar pedres per assenyalar els límits dels camps i que cada estat tenia tres Silvans: 
- Silvanus domesticus, anomenat en algunes inscripcions com Silvanus Larum i Silvanus sanctus sacer Larum
- Silvanus agrestis, també anomenat salutaris, que era adorat pels pastors
- Silvanus orientalis, això és, el déu que vetllava el punt en el qual començava l'estat. Per això sovint s'al·ludia als Silvans en plural, Silvani.

En relació amb els boscos, sylvestris deus, presidia especialment sobre les plantacions i gaudia dels arbres que creixien salvatges, pel que se li representa portant el tronc d'un xiprer i és anomenat δενδροφόρος (dendroforos). Respecte al xiprer s'explica la següent llegenda: Silvà, o segons d'altres fonts Apol·lo, estava enamorat del jove Ciparís; una vegada va matar per accident un cérvol que pertanyia a aquest. Ciparís va morir de pena per això i va ser transformat en xiprer.
També se'l descriu com la divinitat protectora dels ramats de bestiar, als quals guarda dels llops, i de la fertilitat, la qual promou. Sent el déu dels boscos i els ramats, també se'l descriu com un apassionat de la música: la siringa estava consagrada a ell i se l'esmenta junt amb els Pans i les Nimfes Especuladors posteriors fins i tot identificaven Silvà amb Pan, Faune, Inuus i Égipan. Cató el Vell l'anomena Mars Silvanus, de manera que queda clar que ha d'haver estat relacionat amb el Mart italià, i també s'afirmava que la seva relació amb l'agricultura era només pel que fa a les tasques realitzades pels homes, sent excloses del seu culte les dones.
En la poesia llatina, així com en diverses obres d'art, sempre apareix com un home ancià però alegre i enamorat de Pomona. Els sacrificis que se li oferien consistien en raïms, espigues de cereals, llet, carn, vi i porcs.